# 해리 벨라폰테
해리 벨라폰테(영어: Harry Belafonte, 1927년 3월 1일~2023년 4월 25일)는 미국의 가수이다.
1983~1984년 밥 겔도프의 영향을 받아 에티오피아 굶주림을 해결하기위해 미국의 가수들이 뭔가를 하도록 라이오넬 리치의 매니저이자 연예기획사를 운영중인 켄 크레이건에게 연락했고 결과적으로 WE ARE THE WORLD가 만들어졌으며 실제 노래도 함께 불러서 참여했다

## 생애
그는 카리브해의 음악을 상업적으로 성공시킨 가수로서 그가 1956년 발표한 앨범인 Calypso (1956)는 솔로 가수로서는 처음으로 백만장을 판매한 경우였다.
한국에서 잘 알려진 노래로는 "Day-O - The Banana Boat Song" 인데 영화 비틀쥬스(beetlejuice)에서 OST로 나왔다.링크 3번의 그래미상을 수상했으며 에미상과 토니상도 수상하였다. 2014년도에 버클리 음악 대학에서 명예 박사 학위를 수여받았다.
1927년 3월 1일 뉴욕 할렘가 Lying-in Hospital에서 태어난 그는 좀 복잡한 혈통을 가지고 있는데 어머니는 흑인 아버지와 스코틀랜드 출신의 백인 어머니 사이에 자메이카에서 태어난 자메이카 출신의 가정부였고 아버지는 카리브해에 있는 프랑스령 마르티니크 국적의 요리사로서 네델란드계의 백인 유대인 아버지와 흑인 어머니를 두고 자메이카에서 태어났다. 즉 1/4의 유대인 1/4 스코틀랜드인, 1/2 흑인인 것이다. 1932년에서 1940년까지는 그의 할머니와 함께 자매이카에서 살다가 다시 뉴욕으로 돌아와 조지워싱턴 고등학교를 다녔으며 2차 대전 중에 미국 해군으로 참전하였다.

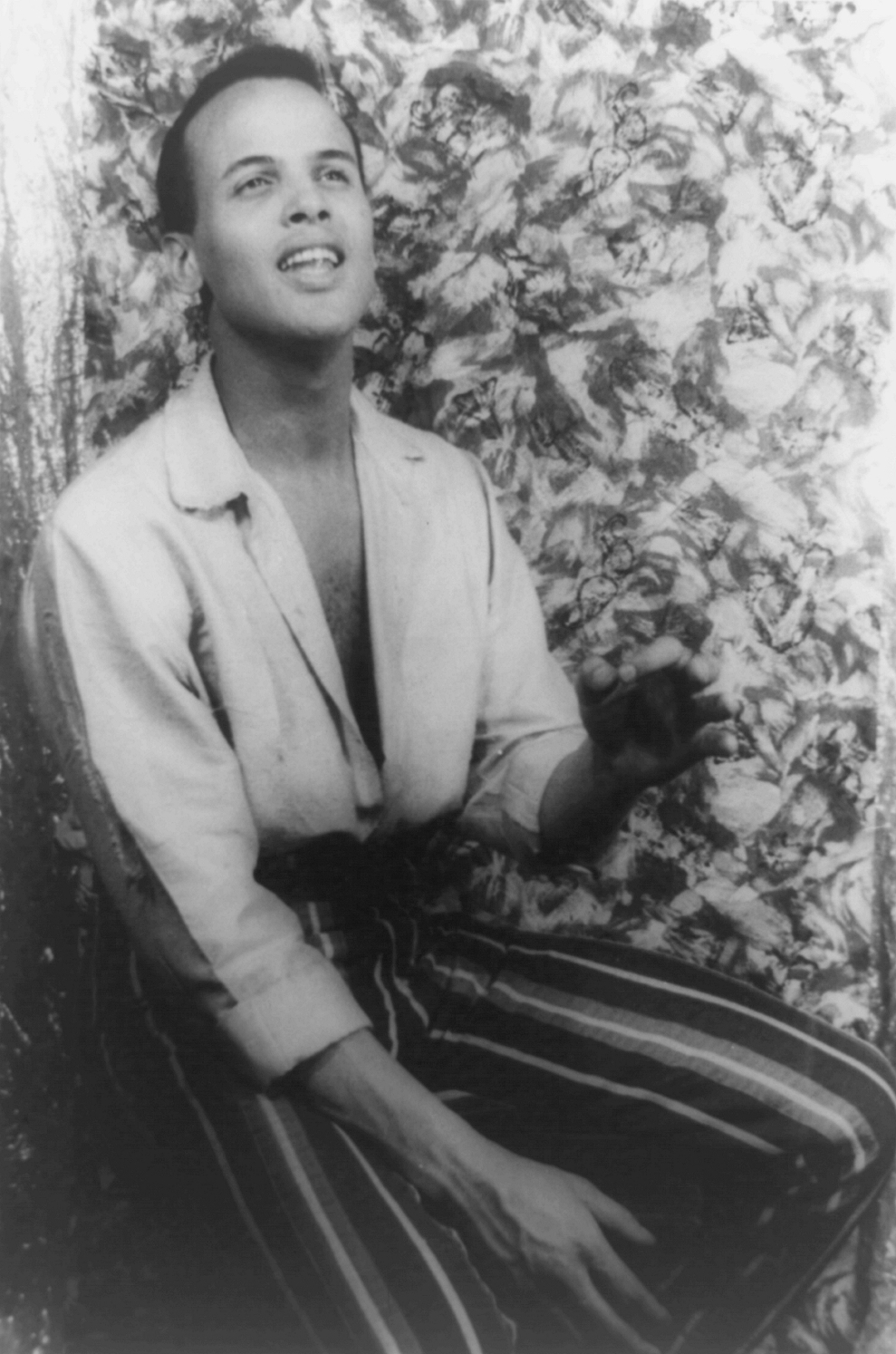
1954년, 칼 반 베흐텐이 촬영한 해리 벨라폰테

음악가로서의 삶은 뉴욕의 한 클럽에서 노래하는 가수로서 시작하다가 찰리 파커 밴드에 들어가게 되었다. 나중에 포크송에 관심을 가지게 되고 전설적인 재즈클럽인 'The Village Vanguard'에서 데뷰를 하게 되고 1952년에는 RCA VICTOR와 접촉하게 된다. 그 후에 앨범 Calypso (1956)로 1년만에 1백만장 이상을 판매하는 최초의 기록을 세우면서 성공의 길로 들어서게 된다.

## 출연 작품
- 아이 엠 낫 유어 니그로